# Décès en 1254
Décès
- 1250
- 1251
- 1252
- 1253
- 1254
- 1255
- 1256
- 1257
- 1258

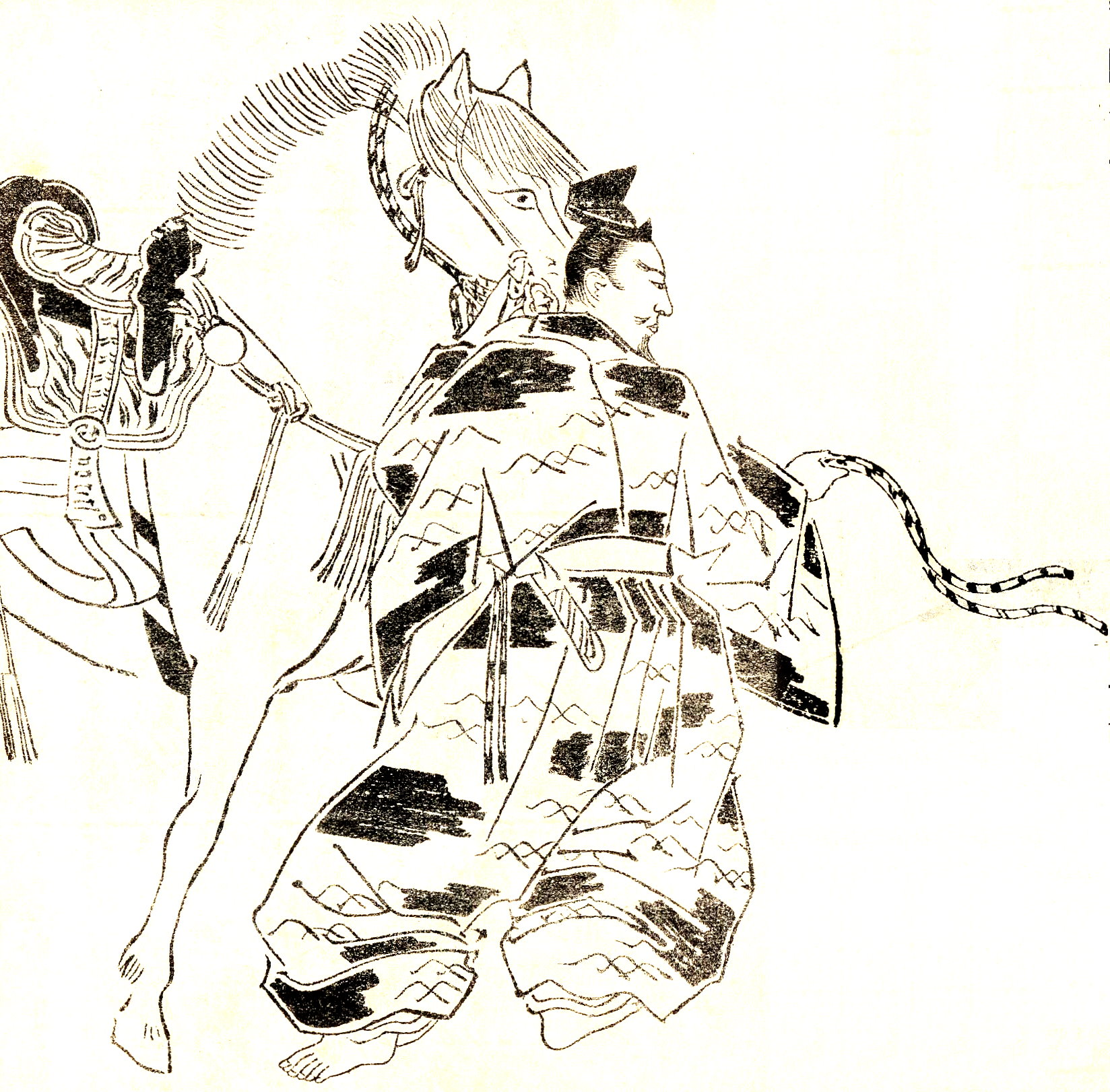
Yuuki Tomomitu, mort en 1254.

Cette page dresse une liste de personnalités mortes au cours de l'année 1254 :
- 18 janvier : Henri Ier de Chypre, dit le Gros, roi de Chypre.
- 2 mars : Hermann von Lobdeburg, évêque de Wurtzbourg.
- 21 mai : Conrad IV de Hoenstaufen, empereur romain germanique, roi de Jerusalem et roi de Sicile.
- 4 octobre : Diego López III de Haro, septième seigneur de Biscaye/Vizcaya.
- 3 ou 17 novembre : Jean III Doukas Vatatzès, empereur byzantin.
- 5 novembre : Gil Torres, évêque de Tarragone, archevêque de Tolède, cardinal-diacre de Ss. Cosma e Damiano.
- 7 décembre : Innocent IV, pape.
- 8 décembre : Stefano de Normandis dei Conti, cardinal-diacre de S. Adriano, cardinal-prêtre de S. Maria in Trastevere.

- Ansaldo da Mare, grand amiral des empereurs Henri VI puis Frédéric II.
- Gilles Le Cornu, archevêques de Sens.
- Guillaume II de Cagliari, juge de Cagliari.
- Hugues d'Ibelin, seigneur de Beyrouth et prince titulaire de Galilée.
- Josselin de Montauban, évêque de Rennes.
- Kay Qubadh II, ou `Ala' ad-Dunyâ wa ad-Dîn Kay Qubâdh, Alaeddin Keykubad, sultan seldjoukide de Roum sur un territoire autour de Malatya.
- Manuel II de Constantinople, patriarche de Constantinople.
- Yolande de Châtillon, comtesse de Nevers, de Tonnerre, d'Auxerre et dame de Bourbon.
- Yuuki Tomomitu (ja), samouraï.

## Crédit d'auteurs
- Cet article est partiellement ou en totalité issu de l'article intitulé « 1254 » (voir la liste des auteurs).